# رود گوادالوپه

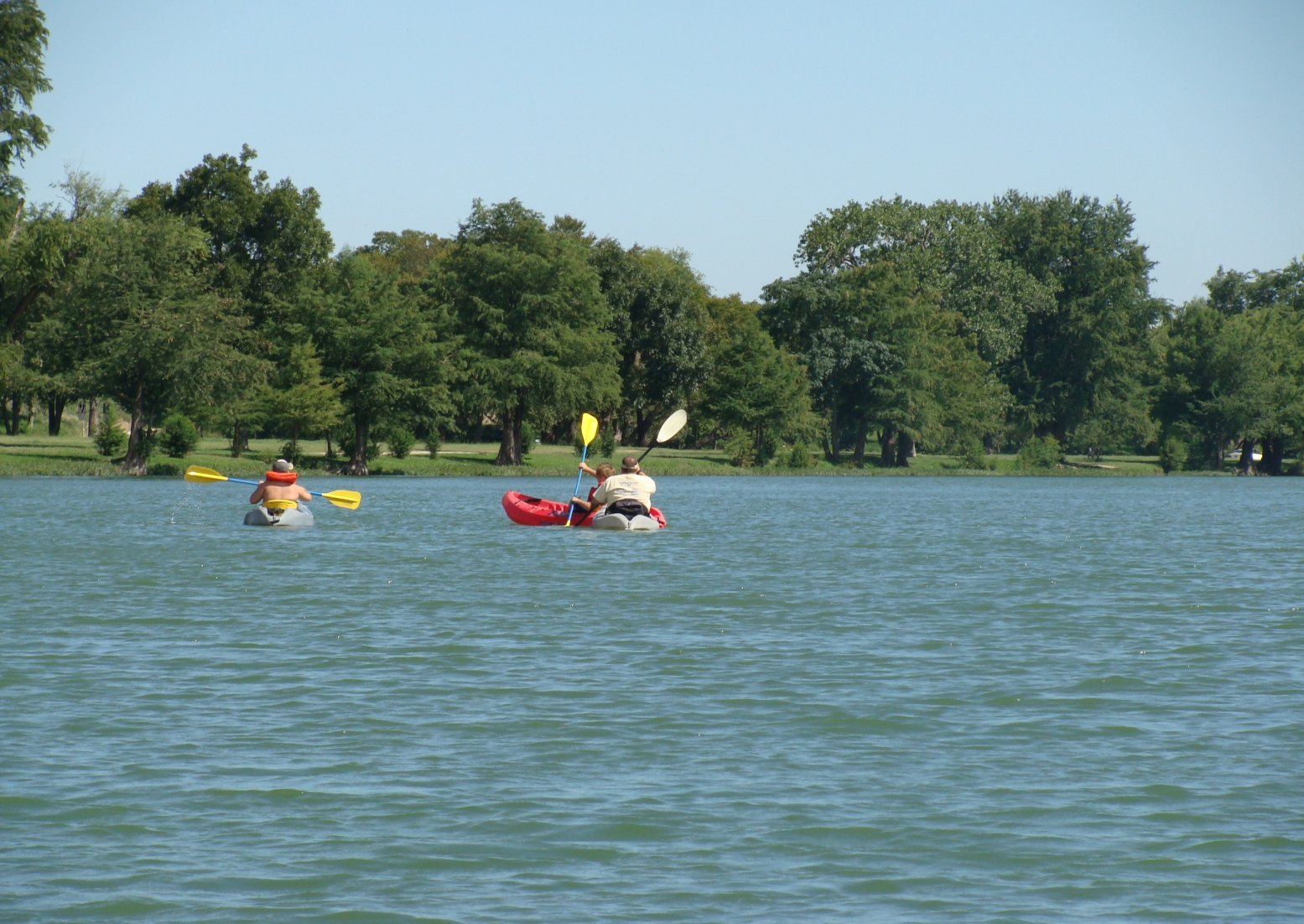
رود گوادالوپه در نزدیکی شهر کرویل

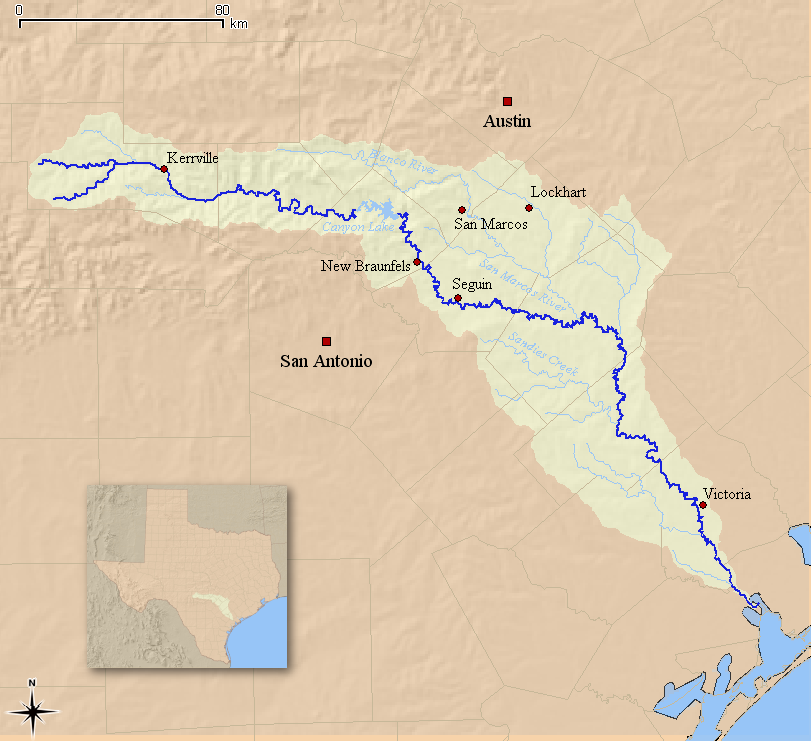
رود گوادالوپه و حوزه آبریز آن.

رود گوادالوپه (به انگلیسی: Guadalupe river) رود یست در هیل کانتری ایالت تگزاس، و ۳۷۰ کیلومتر طول دارد.
شهر نیو برانفلز در حوزه این رود قرار دارد.

## نگارخانه

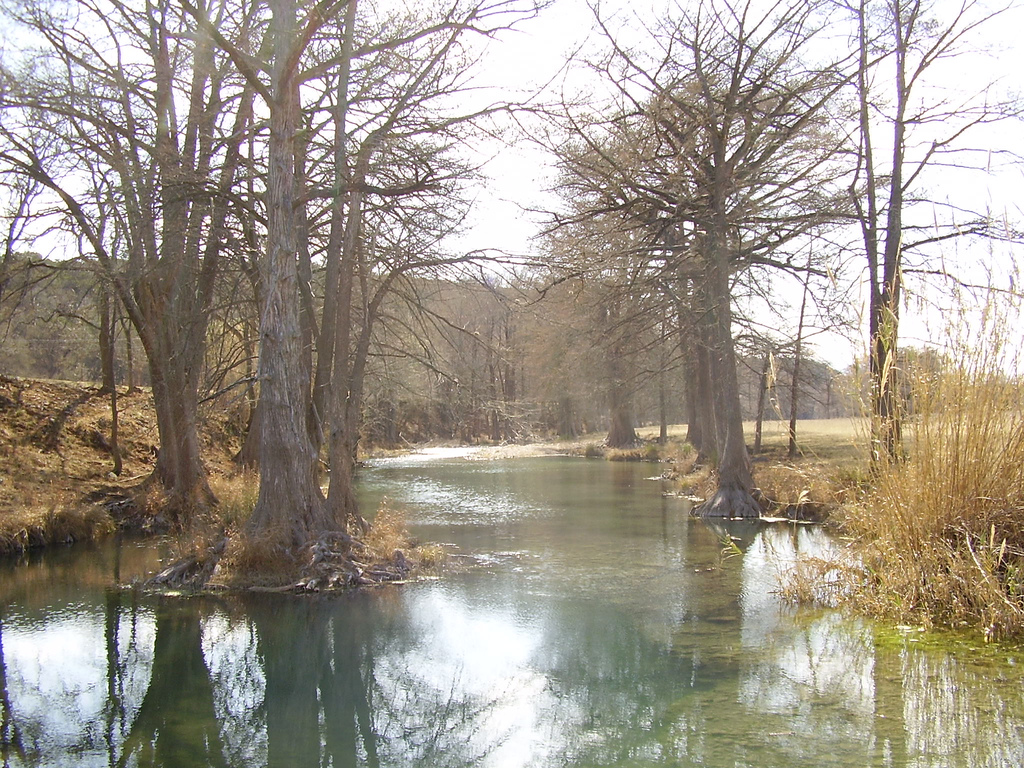
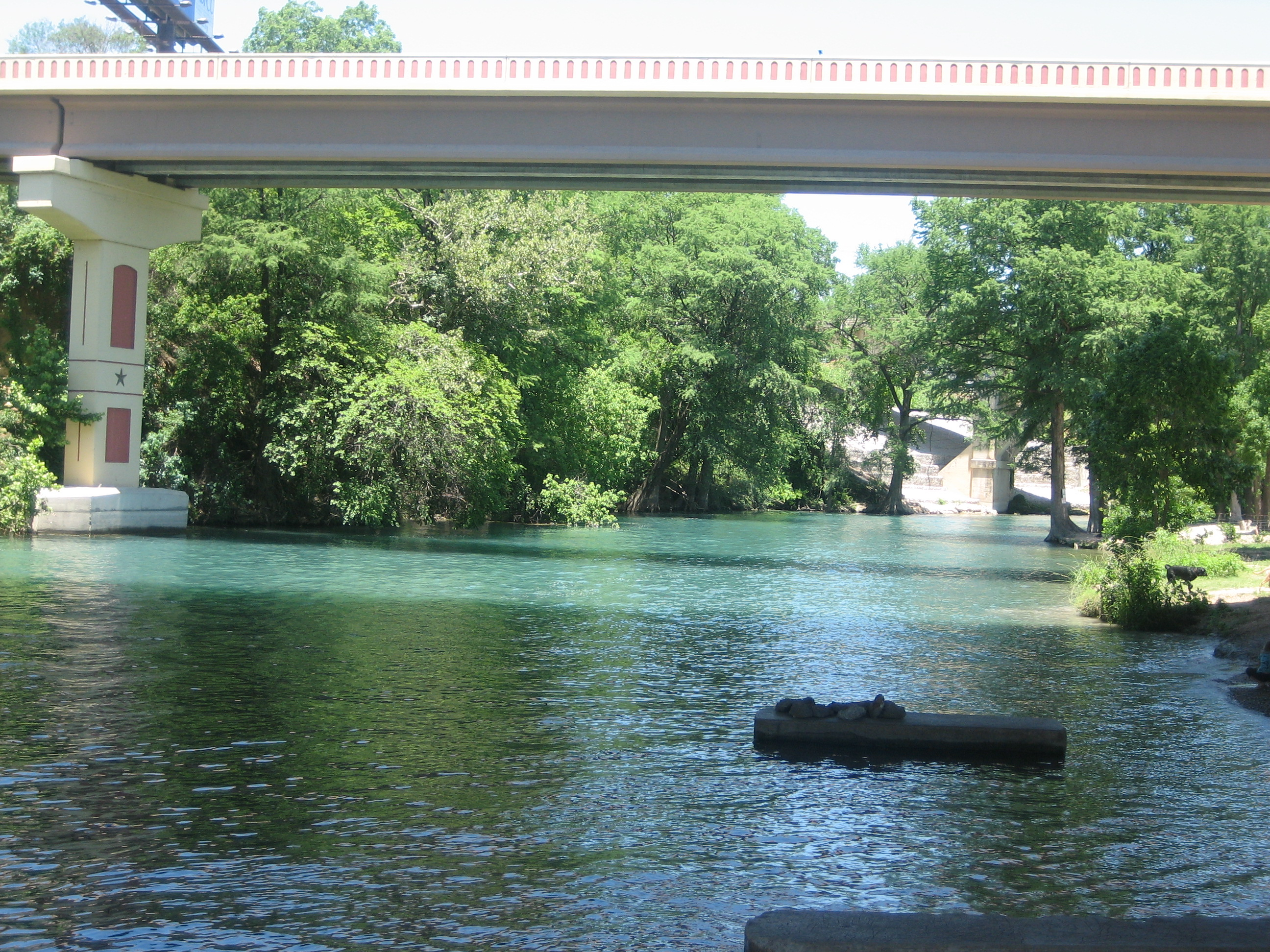
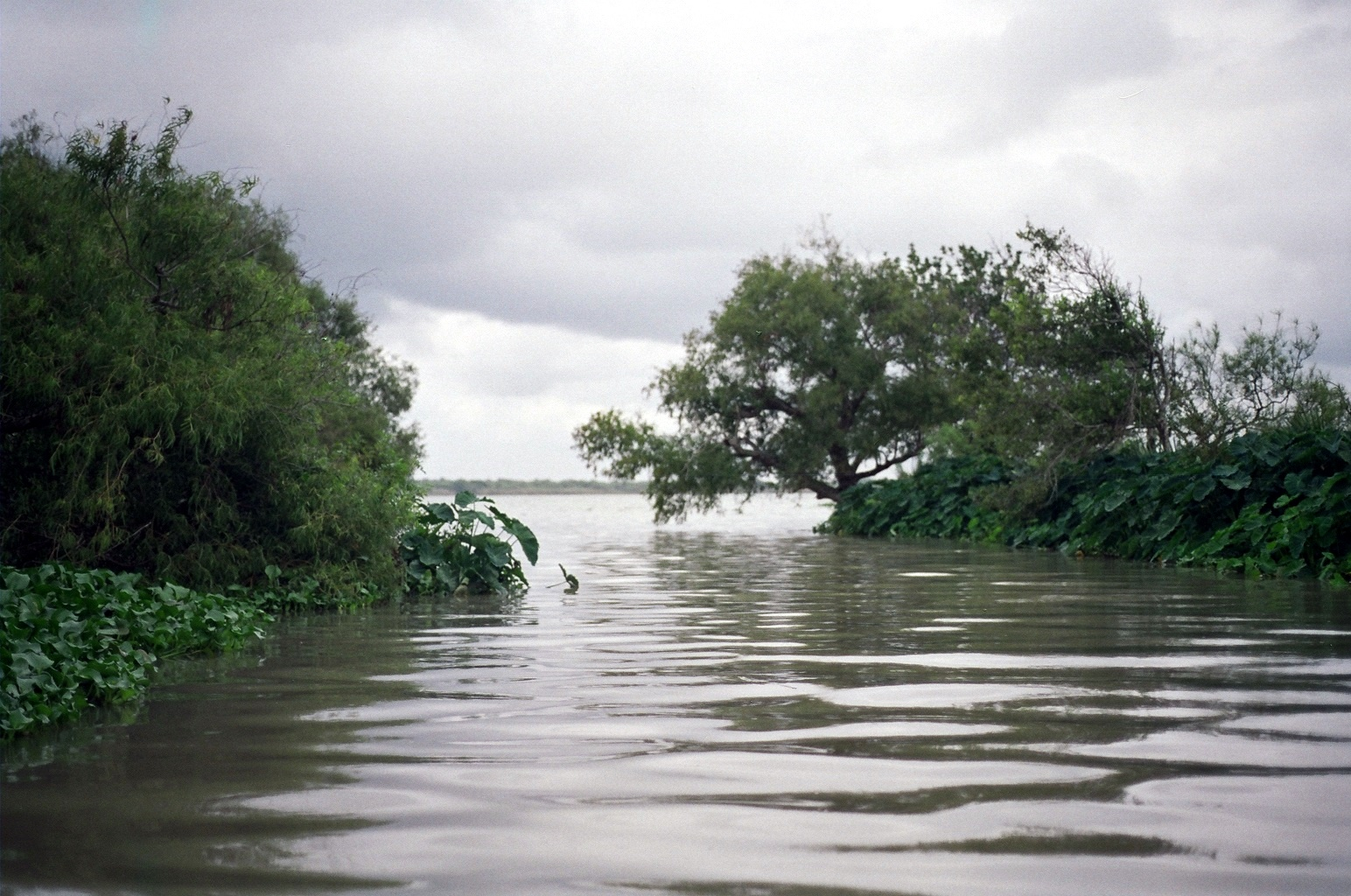